# Shareshill
Shareshill – wieś i civil parish w Anglii, w Staffordshire, w dystrykcie South Staffordshire. W 2011 civil parish liczyła 759 mieszkańców. Shareshill jest wspomniana w Domesday Book (1086) jako Servesed.